# Драгула Микола Іванович
Драгула Микола Іванович —  153-й міський голова Мукачевого, голова виконкому Мукачівської міської ради після возз'єднання Закарпатської України з Радянською Україною (1944—1945), освітянин.
У 1924–1941 л.р. — був директором Мукачівської державної реальної гімназії у 1923\1924 — 1937\1938 роках. І оприлюднений ним навчальний план Мукачівської гімназії на 1929—1930 навчальний рік і до цього часу використовують як приклад для використання.
1925 р — Член Центрального правління Руського культурно-просвітницького товариства імені Олександра Духновича (скорочено  - «Товариство імені Олександра Духновича»).
На честь Миколи Івановича Драгули названа одна з вулиць Мукачева.